# Quốc huy Đông Đức
Quốc huy Cộng hòa Dân chủ Đức bao gồm búa và com-pa và được bao quanh bởi lúa mạch đen. Đó là một ví dụ về cái được gọi là "huy hiệu học xã hội chủ nghĩa". Đó là quốc huy duy nhất của một quốc gia cộng sản châu Âu có vòng lúa mà không có ngôi sao đỏ.

## Mô tả
Cây búa đại diện cho công nhân trong các nhà máy. Com-pa đại diện cho tầng lớp trí thức và vòng lúa mạch đen tượng trưng cho nông dân. Các thiết kế đầu tiên chỉ bao gồm búa và vòng lúa mạch đen, như một biểu hiện của CHDC Đức với tư cách là một nhà nước "Công nhân và Nông dân" cộng sản (Arbeiter- und Bauernstaat). Được bao quanh bởi một vòng hoa, quốc huy cũng đóng vai trò là biểu tượng cho Quân đội Nhân dân Quốc gia và khi được bao quanh bởi một ngôi sao trắng mười hai cánh thì đó là huy hiệu của Cảnh sát Nhân dân Đức.

## Lịch sử
| Quốc huy Cộng hòa Dân chủ Đức            | Quốc huy Cộng hòa Dân chủ Đức            | Quốc huy Cộng hòa Dân chủ Đức            |
| ---------------------------------------- | ---------------------------------------- | ---------------------------------------- |
|                                          |                                          |                                          |
| Quốc huy Cộng hòa Dân chủ Đức 1950–1953. | Quốc huy Cộng hòa Dân chủ Đức 1953–1955. | Quốc huy Cộng hòa Dân chủ Đức 1955–1990. |

### Biến thể khác

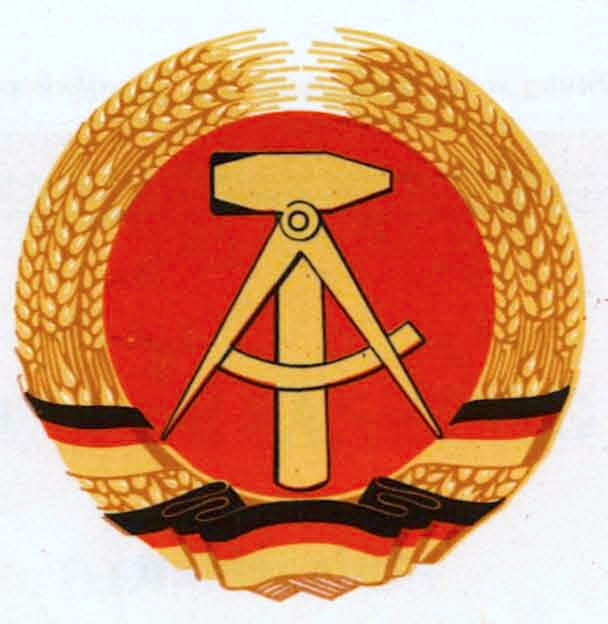
Phiên bản được công bố chính thức được xuất bản trong Gesetzblatt der Deutschen Demokratischen Republik, ngày 27 tháng 10 năm 1955
Phiên bản cách điệu: Thường được sử dụng trên các vật liệu in.

## Biểu tượng ở Tây Đức
Việc trưng bày quốc huy được coi là vi hiến trong Tây Đức và Tây Berlin và đã bị cảnh sát ngăn chặn. Chỉ đến năm 1969, chính phủ Willy Brandt mới đảo ngược chính sách này trong cái được gọi là Ostpolitik.